# O Próximo Gol Leva
O Próximo Gol Leva ((em inglês) Next Goal Wins) é um documentário britânico de 2014, dirigido por Mike Brett e Steve Jamison, que mostra a campanha da Seleção da Samoa Americana de Futebol nas eliminatórias para a Copa do Mundo FIFA de 2014, no Brasil.

## Prêmios e Indicações
| Ano  | Prêmio (Festival)                 | Categoria                                         | Resultado | Ref.  |
| ---- | --------------------------------- | ------------------------------------------------- | --------- | ----- |
| 2014 | Abu Dhabi Film Festival           | Special Jury Award - Documentary Film Competition | Venceu    | [ 6 ] |
| 2014 | Abu Dhabi Film Festival           | Black Pearl Award - Best Documentary Feature      | Indicado  | [ 6 ] |
| 2014 | British Independent Film Awards   | Best Documentary                                  | Venceu    | [ 6 ] |
| 2015 | London Critics Circle Film Awards | Documentary of the Year                           | Indicado  | [ 6 ] |